# Vola Hanta Ratsifandrihamanana
Vola Hanta Ratsifandrihamanana, née le 28 septembre 1970, est une nageuse malgache.

## Carrière
Aux Jeux africains de 1987 à Nairobi, elle remporte la médaille de bronze du 200 mètres brasse. 
Elle participe aux Jeux olympiques d'été de 1992 à Barcelone, où elle est éliminée en séries du 50 mètres nage libre et du 100 mètres brasse .
Aux Jeux africains de 1991 au Caire, elle remporte la médaille de bronze du 100 mètres brasse et du 200 mètres brasse.

## Famille
Elle est la sœur de la nageuse Bako Ratsifandrihamanana.